# 杰蒂亚
杰蒂亚（Jetia），是印度西孟加拉邦North Twentyfour Parganas县的一个城镇。总人口5510（2001年）。

## 人口
该地2001年总人口5510人，其中男性2819人，女性2691人；0—6岁人口400人，其中男215人，女185人；识字率84.72%，其中男性为87.58%，女性为81.72%。